# In coena Domini
In Coena Domini je papeška bula, ki jo je prvotno napisal papež Urban V. leta 1363, nato pa so jo drugi papeži še večkrat izdali z različnimi popravki. Zadnjo obliko ji je dal papež Urban VIII. leta 1627, medtem ko jo je ukinil papež Klemen XIV. leta 1770.